# Вихляєвка (Воронезька область)
Вихляєвка (рос. Вихляевка) — село у Поворинському районі Воронезької області Російської Федерації.
Населення становить 477 осіб. Входить до складу муніципального утворення Вихляєвське сільське поселення.

## Історія
Населений пункт розташований на межі українських історичних регіонів Східна Слобожанщина та Жовтий Клин.
Від 1946 року належить до Поворинського району.
Згідно із законом від 15 жовтня 2004 року входить до складу муніципального утворення Вихляєвське сільське поселення.

## Населення
| 2010 | 2012 | 2013 | 2014 | 2015 | 2016 | 2017 |
| ---- | ---- | ---- | ---- | ---- | ---- | ---- |
| 530  | ↘509 | ↗515 | ↘499 | ↘493 | ↗494 | ↘489 |
| 2018 |      |      |      |      |      |      |
| ↘477 |      |      |      |      |      |      |